# Teodoro Valdovinos
Teodoro Valdovinos (Barbastre, Osca, 1882 - ?) fou un compositor i flautista espanyol.
Estudià sota la direcció del seu pare, que també fou un músic distingit, i durant anys va romandre en l'orquestra Filharmònica de Madrid, com a flauta, solista, plaça que ocupà en la Banda Municipal i Orquestra Simfònica de Donostia, com també el de professor d'aquell instrument en l'Acadèmia de Música d'aquella ciutat.
Va col·laborar, a més, en diverses agrupacions dirigides pels mestres Falla i Turina i va formar part dels més importants quintets d'instrument de vent. Com a compositor es distingí per la seva sinceritat, sòlida tècnica, abundància d'idees i sensibilitat, havent produït diverses obres simfòniques i de música di càmera que foren aplaudides pels públics de Madrid i Donostia, especialment les titulades Entre montañas i Brisas de España, així com una suite per a instruments d'arc.
A més, se li deuen, dos quintets per a flauta, arc i piano, diversos concerts per a flauta i piano, cinc òperes i diverses sarsueles, unes estrenades i d'altres inèdites.